# Caryl Férey
Pour les articles homonymes, voir Férey.
Œuvres principales
- Zulu

Caryl Férey, né le 1er juin 1967 à Caen (Calvados), est un écrivain français spécialisé dans le roman policier.

## Biographie

### Enfance
Né à Caen, Caryl Férey grandit en Bretagne après l'installation de sa famille à Montfort-sur-Meu, près de Rennes, en 1974. Sa mère tenait une petite parfumerie, son père était VRP pour une multinationale fabriquant des emballages. Sa grand-mère institutrice lui a transmis le goût de la lecture. Son prénom lui a été donné en référence au condamné à mort américain Caryl Chessman, exécuté en 1960.
Après avoir été expulsé d'établissements scolaires, il achève sa scolarité par correspondance et obtient son baccalauréat,.
À la fin des années 1980, il est admiratif du style de Philippe Djian, dont il a lu le roman Bleu comme l'enfer. Exempté du service militaire à Rennes, il part avec un ami en Nouvelle-Zélande.
Grand voyageur, il parcourt l'Europe à moto, et fait un tour du monde à vingt ans.

### Premières publications
En 1994, paraît chez Balle d'Argent son premier roman Avec un ange sur les yeux. Il sort la même année son premier polar, puis quatre ans plus tard, Haka. Il écrit aussi pour les enfants, pour des musiciens, le théâtre et la radio.

### Accueil critique
Il remporte le Prix SNCF du polar 2005 pour Utu et le Grand prix de littérature policière 2008 pour Zulu. En 2009, il obtient le prix Jean Amila au Salon du livre d'expression populaire et de critique sociale d'Arras pour Zulu.
En 2019 paraît Paz, dans la collection Série Noire de Gallimard, qui raconte l'histoire d'un père et de ses deux fils pris dans l'histoire sanglante de la Colombie au XXe siècle. Pour Pierre Monastier, dans Les Lettres françaises : une « grande fresque captivante [qui] signe non seulement un excellent thriller, bien écrit, mais encore une porte d’entrée intéressante sur un conflit qui n’en finit plus de récidiver », tandis que Stéphanie Loré parle quant à elle de « tragédie shakespearienne », rythmée par « une narration haletante portée par des femmes intrépides », dans Profession Spectacle.

### Engagement politique
En 2012, il soutient Jean-Luc Mélenchon, candidat du Front de gauche à l'élection présidentielle.

### Vie privée
Il est le père d'une fille prénommée Emma, en référence à Emma Peel,.

## Méthodes d'écriture
Les principaux romans de Caryl Férey se situent dans des pays marqués par un passé récent douloureux – colonisation, apartheid, dictature – qui sert de toile de fond à ses histoires : la Nouvelle-Zélande pour Haka et Utu, l’Afrique du Sud pour Zulu, l’Argentine pour Mapuche, le Chili pour Condor et la Colombie pour Paz.
Ses livres sont des romans noirs où la critique sociale et le chaos sont omniprésents. « Je me sens toujours du côté des opprimés », déclare-t-il en 2017.
Caryl Férey travaille près de quatre ans sur chaque roman. Il procède par étapes : un premier voyage pour découvrir le pays, prendre des repères ; ensuite commence un long travail de documentation, d’études, avant de passer à l’écriture de l’histoire ; un nouveau voyage sur place privilégiera les rencontres et permettra d’affiner, d’ancrer dans le réel ; et au retour c’est l’écriture elle-même qui est travaillée encore un an. Lorsqu'il écrit, c'est environ 7 ou 8 heures par jour.

## Œuvres

### Romans

#### SérieUne enquête de Mc Cash
- Plutôt crever (Une enquête de Mc Cash), Paris, Éd. Gallimard, coll. « Série noire », no 2644, 2002, 248 p.  (ISBN 2-07-049986-3) ; réédition, Paris, Éd. Gallimard, coll. « Folio policier », no 423, 2006, 266 p.  (ISBN 2-07-033729-4)
- La Jambe gauche de Joe Strummer (Une enquête de Mc Cash), Paris, Éd. Gallimard, coll. « Folio policier » no 467, 2007, 256 p.  (ISBN 978-2-07-032014-1)
- Plus jamais seul (Une enquête de Mc Cash), Paris, Éd. Gallimard, coll. « Série noire », 2018, 320 p.  (ISBN 9782072757914) ; réédition, Paris, Éd. Gallimard, coll. « Folio policier », no 885, 2019, 320 p.  (ISBN 978-2-07-284088-3)

#### Autres romans
- Avec un ange sur les yeux, Rennes, Éd. Balle d'Argent, mai 1994, 156 p.  (ISBN 2-9508429-0-9)
- Delicta Mortalia : péché mortel, Rennes, Éd. Balle d'Argent, décembre 1994, 237 p.  (ISBN 2-9508429-1-7)
- Haka, Paris, Éd. Baleine, coll. « Instantanés de polar », 1998, 448 p.  (ISBN 2-84219-171-4) Édition révisée, Paris, Éd. Gallimard, coll. « Folio policier », no 286, 2003, 435 p.  (ISBN 2-07-042593-2)
- Les Mystères de l'oued, Paris, Éd. Hachette Tourisme, coll. « Le Polar du routard », no 4, novembre 1999, 185 p.  (ISBN 2-01-243135-6)
- Les Causes du Larzac, Paris, Éd. Lignes noires, coll. « dirigée par Hélène Bihéry », 2000, 206 p.  (ISBN 2-914073-02-X)
- Utu, Paris, Éd. Gallimard, coll. « Série noire » no 2715, 2004, 410 p.  (ISBN 2-07-031410-3) ; réédition, Paris, Éd. Gallimard, coll. « Folio policier » no 500, 2008, 467 p.  (ISBN 978-2070349708) Prix SNCF du polar français 2005[10] ; Prix Sang d'encre 2005[11] - Prix Michel-Lebrun 2005[12]
- L'Âge de pierre, Paris, Éd. Après la lune, coll. « La Maîtresse en maillot de bain » no 5, 2006, 56 p.  (ISBN 2-35227-010-3)
- Raclée de verts, Paris, Éd. La Branche, coll. « Suite noire » no 14, 2007, 96 p.  (ISBN 978-2-35306-013-9)
- Queue du bonheur, Vitry-sur-Seine, Éd. Musée d'Art contemporain du Val-de-Marne, coll. « Fiction » no 7, 2008, 36 p.  (ISBN 978-2-916324-41-8)
- Zulu, Paris, Éd. Gallimard, coll. « Série noire », 2008, 400 p.  (ISBN 978-2-07-012092-5) ; réédition, Paris, Éd. Gallimard, coll. « Folio policier » no 584, 2010  (ISBN 978-2-07-043757-3) Grand prix de littérature policière 2008[13] ; Prix du Roman Noir Nouvel Observateur/Bibliobs 2009[14] ; Grand prix des lectrices de Elle, Policier 2009[15] ; Prix Jean Amila-Meckert 2009[16] ; Prix des Lecteurs Quais du polar 2009[17] ; Grand Prix du Roman Noir Français 2009[18] ; Prix Mystère de la critique 2009[19]
- D'amour et dope fraîche, avec  Sophie Couronne collection Le Poulpe n° 258, Éditions Baleine, février 2009, 167 p.  (ISBN 978-2-84219-454-3)
- Mapuche, Paris, Éd. Gallimard, coll. « Série noire », 2012, 456 pages  (ISBN 978-2-07-013076-4) ; réédition, Paris, Éd. Gallimard, coll. « Folio policier » no 716, 2014, 560 p.  (ISBN 978-2070452972) Prix Landerneau Polar 2012[20] ; Prix Ténébris 2013
- Les Nuits de San Francisco, Paris, Éd. Arthaud, 2014  (ISBN 978-2-08-132475-6) ; réédition, Paris, Éd. Gallimard, coll. « Folio policier » no 842, 2017, 112 p.  (ISBN 978-2072746079)
- Condor, Paris, Éd. Gallimard, 2016 ; réédition, Paris, Éd. Gallimard, coll. « Folio policier » no 850, 2018, 512 p.  (ISBN 978-2072747687)
- Paz, Paris, Éd. Gallimard, coll. « Série noire », 2019, 544 p.  (ISBN 978-2-07-280417-5)[21] ; réédition, Paris, Éd. Gallimard, coll. « Folio policier » no 924, 2021, 608 p.  (ISBN 978-2-07-292214-5)
- Lëd, Les Arènes, 2021, 528 p.  (ISBN 979-10-375-0278-0)[22]
- Comment devenir écrivain quand on vient de la grande plouquerie internationale, Points, 2022, 143 p.  (ISBN 978-2-7578-9535-1)[23]
- Okavango, Gallimard, coll. « Série noire », 2023, 530 p.  (ISBN 978-2-07294252-5) ; réédition, Paris, Éd. Gallimard, coll. « Folio policier » no 1035, 2025, 544 p.  (ISBN 978-2-07-308806-2)
- Magali, Robert Laffont, 2024
- Le Steve McQueen, Points, 2024. En collaboration avec Tim Willocks
- Grindadráp, Gallimard, coll. « Série noire », 2025

### Romans de littérature enfance et de jeunesse
- Piro le Fou, (en collaboration avec Olivier Mau, sous le pseudonyme de Jacques Daniel), Éd. Fleurus, coll. « Z'azimut », 2002
- Jour de colère, Paris, Éd. Thierry Magnier, coll. « Petite poche », 2003, 44 p.  (ISBN 2-84420-202-0)
- La Cage aux lionnes, Paris, Éd. Syros, coll. « Souris noire », 2006, 120 p.  (ISBN 2-7485-0419-4)
- La Dernière Danse des Maoris, Paris, Éd. Syros, coll. « Souris noire », 2007, 125 p.  (ISBN 978-2-7485-0560-3)
- Ma langue de fer, Paris, Éd. Thierry Magnier, coll. « Petite poche », 2007, 41 p.  (ISBN 978-2-84420-591-9)
- Alice au Maroc, Paris, Éd. Syros, coll. « Souris noire », 2009, 129 p.  (ISBN 978-2-7485-0787-4)
- L'Afrikaner de Gordon's Bay, Paris, Éd. Syros, coll. « Souris noire », 2010, 127 p.  (ISBN 978-2-74-850972-4)
- Krotokus Ier Roi des Animaux, illustrations de Christian Heinrich, Paris, Éd. Pocket Jeunesse, 2010, 215 p.  (ISBN 978-2-266-23508-2)
- Ils sont venus du froid, Pocket jeunesse, 2022, 264p.  (ISBN 978-2-2663-1668-2)

### Bande dessinée
- Caryl Férey (scénario) et Giuseppe Camuncoli (dessins), Maori, t. 1 : La Voie humaine, Roubaix, Ankama Éditions, coll. « Hostile Holster », 10 octobre 2013, 64 p., 28 cm (ISBN 978-2-35910-367-0, BNF 43695106)
- Caryl Férey (scénario) et Giuseppe Camuncoli (dessins), Maori, t. 2 : Keri, Roubaix, Ankama Éditions, coll. « Hostile Holster », 14 mars 2014, 64 p., 28 cm (ISBN 978-2-35910-368-7, BNF 43800045)
- Caryl Férey et Corentin Rouge, Sangoma - Les Damnés de Cape Town, Grenoble, Éditions Glénat, octobre 2021, 150 p. (ISBN 978-2-344-03420-0)
- Caryl Férey et Corentin Rouge, Islander , Éditions Glénat, janvier 2025.

### Récit
- Norilsk, éditions Paulsen, 2017.
- Pourvu que ça brûle, Paris, Éd. Albin Michel, 2017, 304 p.  (ISBN 978-2-226-32595-2)

### Nouvelle
- Le voilà ton cadeau, dans 13 à table ! 2017. Paris, Pocket no 16745, novembre 2016, p. 61-78.  (ISBN 978-2-266-27126-4)
- Cavale, dans Crimes de sang-froid. Paris, Nouveau Monde Éditions, 2018.  (ISBN 978-2-369-42697-4)

### Recueils de textes
- Petit éloge de l'excès, Paris, Éd. Gallimard, coll. « Folio 2 € » no 4483, 2006, 144 p.  (ISBN 978-2-07-034163-4)
- Fond de cale : la décalcomanie, (en collaboration avec Sophie Couronne), Paris, Éd. Après la lune, 2010, 144 p.  (ISBN 978-2-35227-043-0)

### Préfaces
- Polar le grand panorama de la littérature noire de Clémentine Thiébault et Mikaël Demets, Éd. La Martinière  (ISBN 978-2-7324-5153-4)
- Sandinista, (3 tomes), dirigés par Jean-Noël Levavasseur, Rennes, ed. Goater, coll. "Goater noir", 2017.

### Pièces radiophoniques
Pour France Culture,,, et France Inter (liste non exhaustive) :
- Plus jamais seul. France Culture, 23 octobre 2010
- Chérie noire. France Culture, 27 juillet 2013, 48 min.
- Les dégradés. France Culture, 25 avril 2015, 57 min.
- Inspecteur Gambas. France Culture, 9 février 2021, 30 min.

### Adaptation cinématographique
- 2013 : Zulu, film français réalisé par Jérôme Salle d'après le roman éponyme, avec Orlando Bloom et Forest Whitaker.
- 2022 : il coécrit le scénario de Kompromat.

## Prix littéraires
- Prix SNCF du polar français 2005 pour Utu[28]
- Prix Sang d'encre 2005 pour Utu[29]
- Prix Michel-Lebrun de la Ville du Mans 2005 pour Utu[30]
- Grand prix de littérature policière 2008 pour Zulu[31]
- Prix Mystère de la critique 2009 pour Zulu[32]
- Prix des lecteurs Quais du polar / 20 minutes 2009 pour Zulu[33]
- Prix Landerneau polar 2012 pour Mapuche[34]
- Prix Tenebris 2013 pour Mapuche[35]

### Nomination
- Trophée 813 2024 du meilleur roman francophone pour Okavango[36]